# کریس کمپل (کشتی‌گیر)
کریس کمپل (انگلیسی: Chris Campbell؛ زادهٔ september ۹, ۱۹۵۴ (۷۰ سال)) کشتی‌گیر اهل ایالات متحده آمریکا است.
وی در مسابقات کشوری و بین‌المللی در مجموع برندهٔ سه مدال طلا، نقره و برنز شده‌ است.